# Asfeld

Asfeld este o comună în departamentul Ardennes din nordul Franței. În 1 ianuarie 2022 avea o populație de 1.081 de locuitori.